# 趙體敬
趙體敬（？—？），字克禮，號立齋，山西太原府太谷縣人，軍籍，明朝政治人物。

## 生平
嘉靖三十一年（1552年）壬子科山西鄉試第五十二名舉人，四十一年（1562年）中式壬戌科會試第二百七十七名，三甲第一百九十八名進士。初授行人司行人，升兵部主事，歷員外郎、郎中，任鳳陽府知府，万历五年（1577年）五月升四川布政使司左參政。

## 家族
曾祖趙鸞；祖父趙仲芳；父趙清，母段氏。永感下。弟體恭、體恕。